# Микат
Ми́ка́т (араб. ميقات‎) — специальные места, обозначающие границу территории, в которой верующие, с разных концов света (афак) прибывающие в Мекку с целью совершения хаджа или умры, должны войти в состояние ихрам.

## Расположение
Существуют несколько микатов:
- Зу-ль-Хулайфа[англ.] (араб. ﺫﻭ ﺍﻟﺣﻠﻴﻔﻪ‎) — микат для жителей Медины, находящийся в 450 км к северу от Мекки, самый отдаленный от Мекки микат;
- Джухфа[англ.] (араб. ﺟﺤﻔﻪ‎) — микат для жителей Сирии и Египта, расположенный в 187 км к северо-западу от Мекки;
- гора Яламлам[англ.] (араб. يلملم‎) — микат для жителей Йемена, расположенный в 54 км южнее Мекки;
- гора Карн аль-Маназиль[араб.] (араб. ﻗﺮﻦ ﺍﻠﻣﻨﺎﺯﻝ‎) — микат для жителей Неджда, находящийся в 94 км восточнее Мекки;
- Зат ‘Ирк[араб.] (араб. ﺫﺍﺕ ﻋﺮﻕ‎) — микат для жителей Ирака, расположенный в 94 км северо-восточнее Мекки[1].
- Вади Мухаррам[араб.] (араб. وادي محرم‎)

Паломники из России и СНГ тоже вступают в хадж в Зуль-Хулайфе.

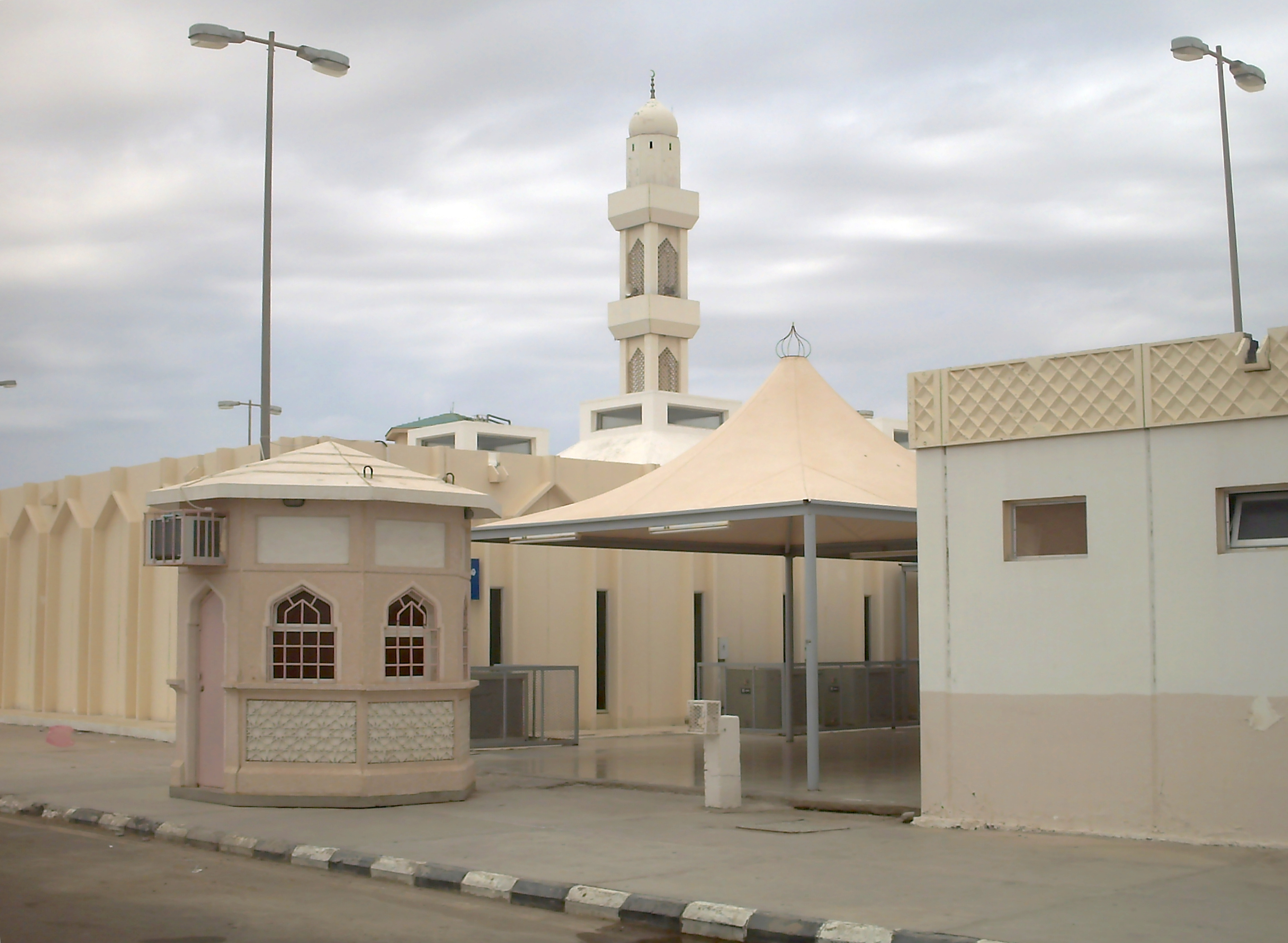
Джухфа
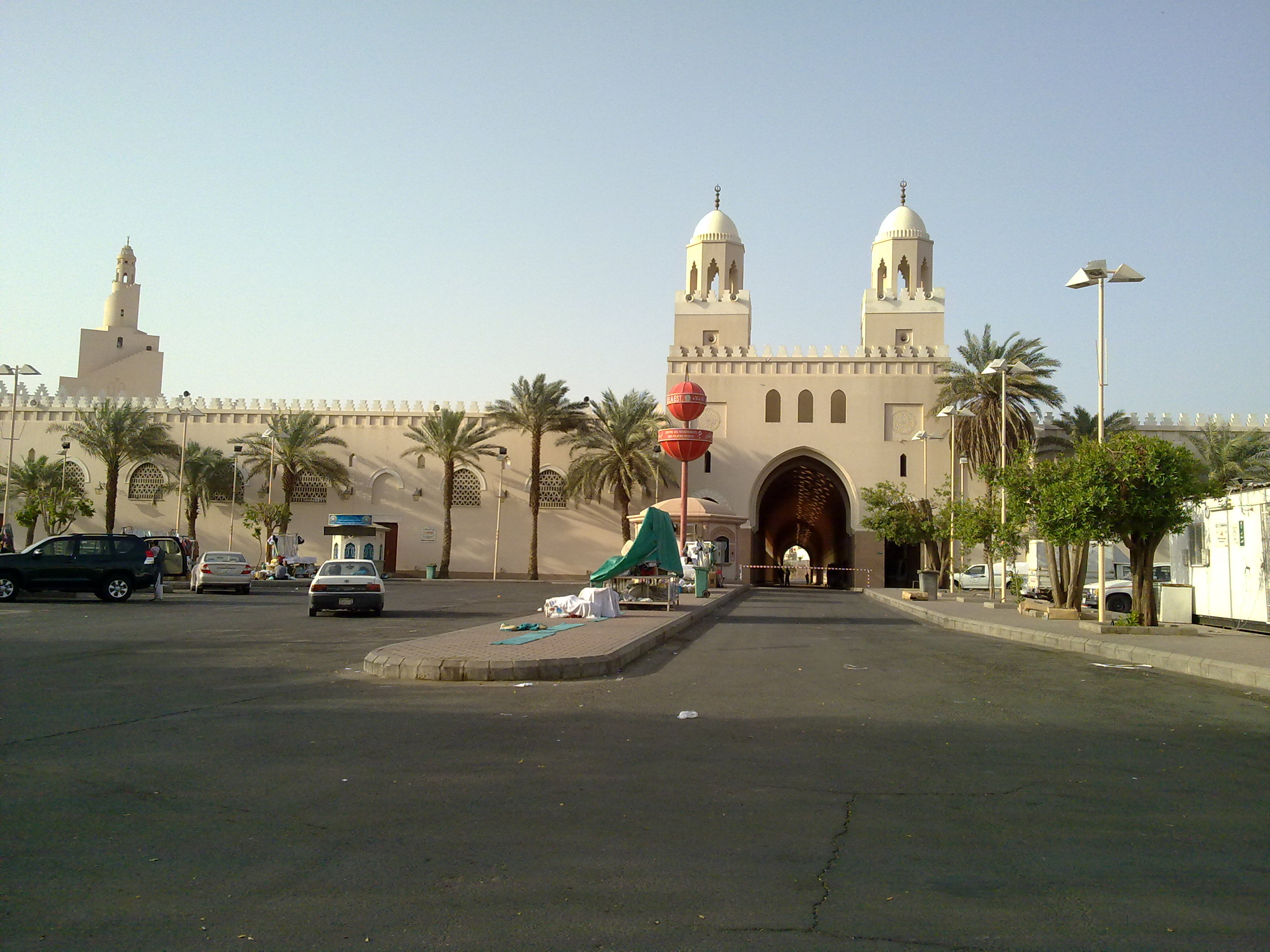
Зу-ль-Хулайфа
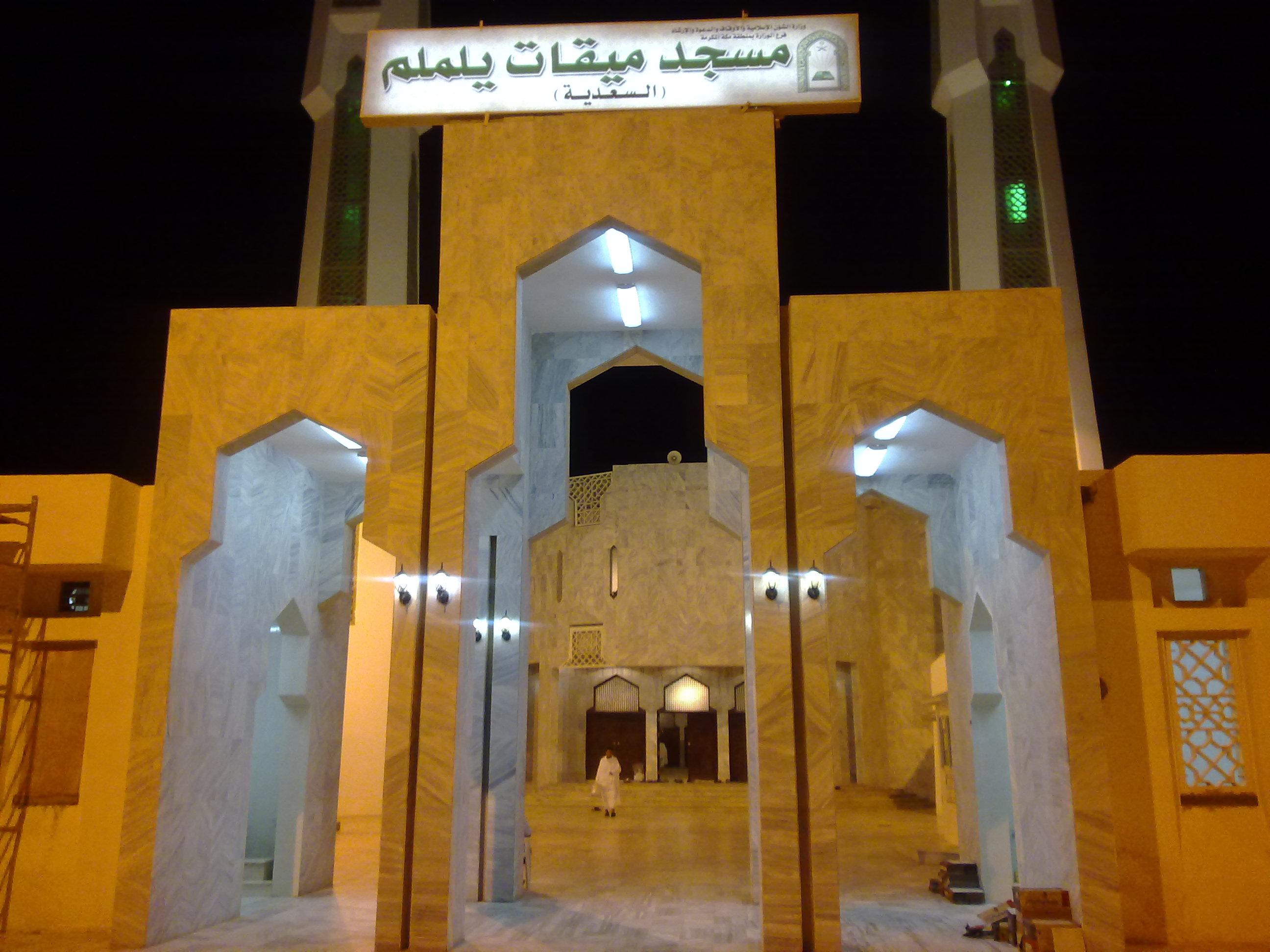
Яламлам
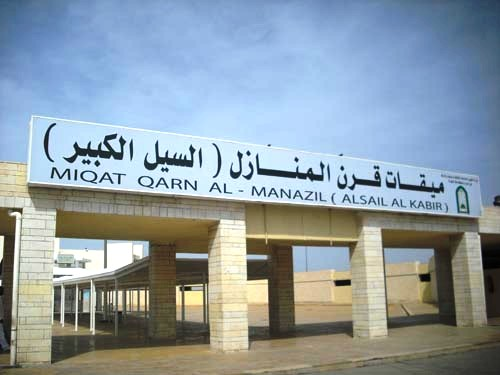
Карн аль-Маназиль